# Qossiyeh
Qossiyeh (tiếng Ả Rập: قصية) là một ngôi làng Syria nằm ở phó huyện Wadi al-Uyun ở huyện Masyaf, Hama. Theo Cục Thống kê Trung ương Syria (CBS), Qossiyeh có dân số 645 trong cuộc điều tra dân số năm 2004.